# Borazine
La borazine, également appelée borazole, est un composé inorganique de formule B3N3H6 isoélectronique, isostructurel et isostère du benzène C6H6, qui a été préparé en 1926 par les chimistes A. Stock et E. Pohland à partir de diborane et d'ammoniac.

## Propriétés et structure
La borazine est un liquide à l'odeur aromatique qui se décompose dans l'eau en acide borique B(OH)3, ammoniac NH3 et hydrogène H2. Son enthalpie libre de formation (ΔHf = −531 kJ·mol-1) lui assure une grande stabilité thermique.
La molécule est isostructurelle de celle du benzène, avec des liaisons quasiment de même longueur : 1,436 Å pour la borazine contre 1,397 Å pour le benzène.

Mésomères de la borazine

## Préparation de la borazine
La borazine est synthétisée à partir de diborane B2H6 et d'ammoniac NH3 dans un rapport 1:2 à 250 °C - 300 °C avec un rendement de 50 % :
3 B2H6 + 6 NH3 → 2 B3N3H6 + 12 H2
Une voie plus efficace part du borohydrure de lithium LiBH4 et du chlorure d'ammonium NH4Cl pour aboutir à un meilleur rendement :
3 LiBH4 + 3 NH4Cl → B3N3H6 + 3 LiCl + 9 H2
Dans un procédé en deux étapes, le trichlorure de bore BCl3 est d'abord converti en trichloroborazine B3Cl3N3H3 :
3 BCl3 + 3 NH4Cl → B3Cl3N3H3 + 9 HCl
Les liaisons B-Cl sont alors converties en liaisons B-H :
B3Cl3N3H3 + 3 NaBH4 → B3N3H6 + 3/2 B2H6 + 3 NaCl

## Réactions et utilisations

Polyborazylène

La borazine est plus réactive que le benzène. Elle réagit avec le chlorure d'hydrogène HCl par une réaction d'addition :
B3N3H6 + 3 HCl → B3N3H9Cl3
Addition de chlorure d'hydrogène sur de la borazine
B3N3H9Cl3 + NaBH4 → (BH4N)3
Réduction au borohydrure de sodium
La borazine et ses dérivés sont des précurseurs potentiels des céramiques en nitrure de bore. Le nitrure de bore peut être obtenu par chauffage du polyborazylène à 1 000 °C. Ce sont également des précurseurs pour d'autres céramiques telles que les carbonitrures de bore. Elle peut enfin permettre de déposer des couches minces de nitrure de bore sur la surface de divers matériaux.

## Articles liés
- Benzène
- Ammoniac
- Diborane
- Borazane